# Gmina Szczytna
Die Gmina Szczytna ist eine Stadt- und Landgemeinde im Powiat Kłodzki der Woiwodschaft Niederschlesien in Polen. Ihr Sitz ist die gleichnamige Stadt (deutsch: Rückers) mit etwa 5150 Einwohnern.

## Geographie

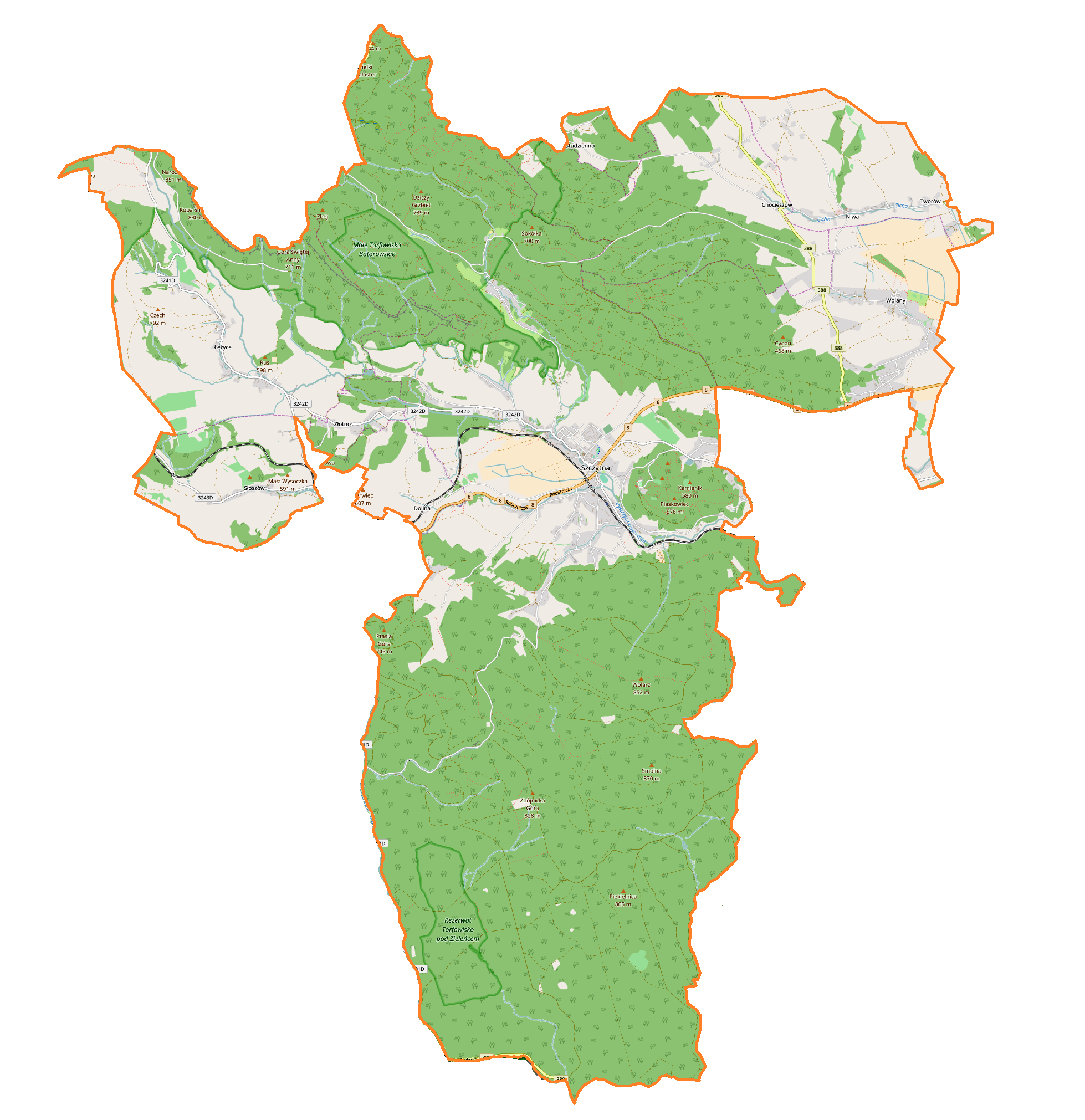
Karte der Gemeinde

Die Gemeinde liegt im äußersten Süden der Woiwodschaft und berührt im Süden die tschechische Grenze. Nachbargemeinden in Polen sind Duszniki-Zdrój sowie Lewin Kłodzki im Westen, Kudowa-Zdrój im Nordwesten, Radków im Norden, Kłodzko sowie Polanica-Zdrój im Osten und Bystrzyca Kłodzka im Südosten. Die Kreisstadt Kłodzko (Glatz) liegt etwa acht Kilometer östlich.
Die Gemeinde liegt in Niederschlesien zwischen Heuscheuergebirge und Habelschwerdter Gebirge. Die höchste Erhebung des Gemeindegebiets ist mit 870 m n.p.m. die Smolna (Vogelberg) im Süden des Gemeindegebiets. Wichtigstes Gewässer ist die Bystrzyca Dusznicka (Reinerzer Weistritz) mit ihren kleineren Zuflüssen. Sie liegt im landschaftlich schönen Höllental.

## Gemeindepartnerschaften
- Międzychód, Polen
- Tegernheim, Deutschland
- Velké Poříčí, Tschechien

## Gliederung
Zur Stadt- und Landgemeinde Szczytna gehören die Stadt selbst und acht Dörfer mit sieben Schulzenämtern:
- Chocieszów (Stolzenau) mit Studzienno (Kaltenbrunn)
- Dolina (Hermsdorf)
- Łężyce (Friedersdorf)
- Niwa (Reichenau)
- Słoszów (Roms)
- Wolany (Wallisfurth)
- Złotno (Goldbach)